# Mallinella moncheri
Mallinella moncheri (лат.) — вид пауков-муравьедов рода Mallinella (Zodariidae). Встречаются на острове Шри-Ланка (Южная Азия). Назван в честь шоколада Mon Cheri.

## Описание
Пауки мелких размеров (около 5 мм) желтовато-коричневого цвета. Карапакс яйцевидный, гладкий и блестящий, оранжево-коричневый, с двумя продольными боковыми тёмными полосами; фовеа красно-коричневая. Формула ног 4132.
Лабиум треугольный, жёлто-коричневый. Стернум жёлтый, с редкими чёрными волосками. Боковые края стернума с небольшими полукруглыми ямками перед каждой тазиками третьей и четвёртой парой ног. Ноги жёлто-коричневые, за исключением бледно-желтоватых тазиков, проксимального бугорка на передних бёдрах. Опистосома овальная, покрыта чёрными короткими волосками, спинной край опистосомы тёмно-сепиевый. Рисунок на дорсуме опистосомы с передним парным пятном, за которым следуют медиально соединённые крупные поперечные пятна. Mallinella moncheri имеет с представителями группы M. annulipes такие общие признаки, как треугольная боковая граница эпигины, V-образная эпигинальная пластинка, с представителями группы annulipes. В группе annulipes самцы M. moncheri наиболее сходны с самцами M. dhanahami, так как оба имеют дигитиформные RTA и чёрные цветовые полосы по обеим сторонам карапакса как самца, так и самки, но могут быть отделены от них стройным, неразветвлённым эмболусом (раздвоенный эмболус у M. dhanahami) и диагонально выровненным основанием эмбола (выровненным продольно у M. dhanahami). Самки также наиболее сходны с самками M. dhanahami, поскольку обе имеют общую V-образную эпигинальную пластинку, но могут быть отделены от неё более глубокой передней впадиной эпигины и треугольными боковыми границами эпигины (дигитиформные боковые границы у M. dhanahami).

## Классификация
Вид был впервые описан в 2025 году. Сходен с видом Mallinella dhanahami из группы M. annulipes.